# Andrea Ferro (sportivo)
Andrea Ferro (Trento, 24 agosto 1967) è uno sportivo italiano, membro della nazionale italiana di pesca a spinning da riva a squadre in acque dolci.
È stato insignito dal CONI di medaglia d'argento al valore atletico per i risultati sportivi conseguiti nel 2005 e di medaglia d'oro nel 2008.
Andrea Ferro è lo sportivo italiano più titolato in assoluto nella categoria pesca a spinning. 

## Palmarès
| Anno | Piazzamento                    | Manifestazione       | Località                |
| ---- | ------------------------------ | -------------------- | ----------------------- |
| 2002 | Medaglia d'oro a squadre       | Coppa del Mondo      | Cellino a Claut         |
| 2003 | Medaglia di bronzo a squadre   | Campionato del Mondo | Terme di Comano         |
| 2005 | Medaglia d'argento individuale | Campionato del Mondo | Portogallo              |
| 2005 | Medaglia di bronzo a squadre   | Campionato del Mondo | Portogallo              |
| 2005 | Medaglia d'oro a coppie        | Campionato Italiano  | Boario Terme            |
| 2006 | Medaglia d'oro a squadre       | Campionato del Mondo | Portogallo              |
| 2006 | Medaglia d'argento individuale | Campionato del Mondo | Portogallo              |
| 2006 | Medaglia d'oro a coppie        | Campionato Italiano  | Caprile                 |
| 2007 | Medaglia di bronzo individuale | Campionato Italiano  | Sansepolcro             |
| 2009 | Medaglia d'oro individuale     | Campionato del Mondo | Andorra                 |
| 2009 | Medaglia d'oro a squadre       | Campionato del Mondo | Andorra                 |
| 2010 | Medaglia d'oro individuale     | Campionato Italiano  | Zogno                   |
| 2011 | Medaglia d'argento a squadre   | Campionato Italiano  | Corniglio               |
| 2011 | Medaglia d'oro a squadre       | Campionato del Mondo | Cerreto di Spoleto      |
| 2012 | Medaglia d'argento a squadre   | Campionato Italiano  | San Pellegrino Terme    |
| 2013 | Medaglia d'argento a coppie    | Campionato Italiano  | Pontremoli              |
| 2014 | Medaglia d'argento a squadre   | Campionato del Mondo | Asenovgrad              |
| 2014 | Medaglia d'argento individuale | Campionato del Mondo | Asenovgrad              |
| 2014 | Medaglia d'oro a squadre       | Campionato Italiano  | Subiaco                 |
| 2015 | Medaglia di bronzo a squadre   | Campionato del Mondo | Craigavon               |
| 2016 | Medaglia d’argento a squadre   | Campionato del Mondo | Svit                    |
| 2016 | Medaglia di bronzo a squadre   | Campionato Italiano  | Subiaco (Roma)          |
| 2017 | Medaglia d’argento a coppie    | Campionato Italiano  | Ponte Caffaro (BS)      |
| 2017 | Medaglia d’oro a squadre       | Campionato del mondo | Ossana e Vermiglio (TN) |